# 海因里希·彼得
海因里希·彼得（德語：Heinrich Peter，1910年6月13日—？），德国男子曲棍球运动员。他曾代表德国参加1936年夏季奥林匹克运动会曲棍球比赛，获得一枚银牌，他在赛事的其中一场比赛中有上场。